# Gröngul vaxskivling
Gröngul vaxskivling (Hygrocybe citrinovirens) är en svampart som först beskrevs av Jakob Emanuel Lange, och fick sitt nu gällande namn av Julius Schäffer 1947. Gröngul vaxskivling ingår i släktet Hygrocybe och familjen Hygrophoraceae.  Arten är reproducerande i Sverige. Inga underarter finns listade i Catalogue of Life.